# 604.
◄ | 6. stoljeće | 7. stoljeće | 8. stoljeće | ►
◄ | 570-ih | 580-ih | 590-ih | 600-ih | 610-ih | 620-ih | 630-ih | ►
◄◄ | ◄ | 601. | 602. | 603. | 604. | 605. | 606. | 607. | ► | ►►
Astronomija • Književnost • Kršćanstvo • Pravo • Promet

## Smrti
- 12. ožujka – Grgur I., papa

## Vanjske poveznice
|  | Zajednički poslužitelj ima još gradiva o temi 604. |